# The Love That Dares
The Love That Dares è un film muto del 1919 diretto da Harry F. Millarde. Sceneggiato da Denison Clift su un soggetto di Elmer Harris, fu prodotto dalla Fox Film Corporation. Aveva come interpreti Madlaine Traverse, Thomas Santschi, Frank Elliott, Mae Gaston.

## Trama

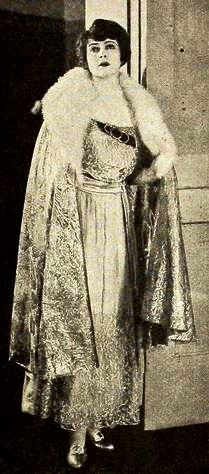
Madlaine Traverse

Perry Risdon è costretto a dedicare tutto il proprio tempo agli affari per cercare di mantenere alto il proprio tenore di vita, messo in pericolo dalle spese folli della moglie Olive. Tra i due coniugi nasce così un malinteso, perché Olive, ignorando le regioni di quel comportamento, non sopporta che il marito la trascuri e si sente abbandonata. Il milionario Ned Beckwith, ex pretendente di Olive, approfitta di quella situazione e, nel tentativo di sfruttarla a proprio vantaggio, costringe segretamente una banca a richiedere a Perry il rimborso, entro ventiquattro ore, di un prestito di ottantamila dollari. Perry, per farsi dare il denaro che gli serve, ricorre a Beckwith, ma questi pone come condizione che lui divorzi. Indignato, Perry gli molla un pugno. Olive, intanto, in vacanza da sola a Pasadena, viene a sapere della situazione di bisogno del marito e vende i suoi gioielli per trentamila dollari. Beckwith le offre il suo aiuto per raccogliere il resto della somma e la invita nel proprio appartamento. Lei, anche se turbata, accetta l'invito. Ma Martha Holmes, l'amante del milionario, infuriata, avvisa Perry di quell'incontro. Giunto in tempo per salvare la moglie, Perry aggredisce Beckwith che verrà ucciso dalla gelosa Martha che poi si suicida, andando ad annegarsi. Marito e moglie, finalmente, si riconciliano.

## Produzione
Il film fu prodotto dalla Fox Film Corporation.

## Distribuzione
Il copyright del film, richiesto da William Fox, fu registrato il 20 aprile 1919 con il numero LP13639. Lo stesso giorno, distribuito dalla Fox Film Corporation, il film - presentato come "A William Fox Excel Picture" - uscì nelle sale statunitensi. In Francia, il film prese il titolo La Ruse et l'Amour.
Non si conoscono copie ancora esistenti della pellicola che viene considerata presumibilmente perduta.